# Selena Gomez
Selena Marie Gomez, coneguda simplement com a Selena Gomez   (Grand Prairie, 22 de juliol de 1992), és una actriu i cantant estatunidenca d'ascendència mexicana. Els seus pares es van separar quan ella era petita, la seva mare és actriu i actualment és casada, i es porten 16 anys de diferència. Va interpretar el personatge d'Alex Russo a la sèrie original de Disney Channel, Wizards of Waverly Place, a més de fer una pel·lícula de la mateixa sèrie, Wizards of Waverly Place: The Movie.

## Trajectòria professional

### Cinema
Selena Gomez va néixer i créixer a Grand Prairie, Texas, Estats Units. El seu primer paper va ser com a cantant de moltes cançons de la sèrie, com ara Gianna. Va ser descoberta quan tenia 12 anys. El 2006 va participar com a estrella convidada a la segona temporada d'Hotel Dulce Hotel: les aventures de Zack I Cody protagonitzant a Gwen en l'episodi "A Midsummer's Nightmare", en la qual va donar el seu primer petó, al Dylan Sprouse (Zack Martin). El 2007, va aparèixer també en una sèrie d'episodis de Hannah Montana com Mikayla, una estrella del pop que és rival de Hannah Montana, també fou la protagonista de la seva pròpia sèrie anomenada Wizards Of Waverly Place. Selena va actuar en alguns episodis de Hannah Montana; va ser considerada pels productors de High School Musical 3: Senior Year per formar part del planter d'aquesta producció com la germana o cosina de Vanessa Hudgens (Gabriella Montez) i segons fonts properes als productors, la seva inclusió en el llibret de HSM3 juntament amb altres personatges nous, hagués estat pensat en una "nova generació" de nois que podrien ser els protagonistes d'una High School Musical 4, podria prendre el lloc de Vanessa Hudgens una quarta pel·lícula de HSM. Alguns fins i tot ja estan trobant moltes afinitats en les dues actrius per la seva semblança física i els seus orígens llatins. Més tard, també va interpretar a una turista que és confosa amb una rica hereva a la pel·lícula Montecarlo i a la pel·lícula Ramona and Beezus interpreta a la germana gran de la nena més entremaliada del barri.

### Música: Selena Gomez & The Scene
L'any 2008, Selena Gomez va signar un contracte discogràfic amb Hollywood Records, intentant així noves formes de deixar de gravar música de bandes sonores per a Walt Disney Records. A una entrevista va afirmar que des de l'inici del seu projecte musical, no volia ser una solista, sinó formar una banda. Als inicis volia anomenar-la The Scene, però aquest nom podria confondre als fans adolescents que la coneixien pel seu nom gràcies a la sèrie Wizards of Waverly Place. Aleshores ella i els altres integrants van decidir emprar-hi dos noms, anomenant al grup Selena Gomez & The Scene. Aquesta banda la componen actualment Selena Gomez com a vocalista, Joey Clement com a baix, Greg Garman a la bateria, i al teclat Dane Forrest. Fonamentalment la seva música és pop rock, amb influències dance i punk.
El setembre del 2009 es va publicar el seu àlbum debut titulat  Kiss & Tell.Als Estats Units, aquest àlbum va vendre més de 778.000 còpies i fou guardonat amb un disc d'or. Els senzills estrets d'aquest àlbum són Falling Down i Naturally. Aquest darrer es va convertir en un dels més exitosos de la banda després de rebre el certificat als EUA i al Canadà.
Després de quasi un any, al setembre del 2010 es va llançar el seu segon àlbum, A Year Without Rain que va vendre 609.000 còpies als Estats Units, i rebé el certificat d'or, com a l'anterior. Els senzills d'aquest àlbum són Round and Round i A Year Without Rain. També està inclòs dins l'àlbum la cançó Live Like There's No Tomorrow, que és part de la banda sonora de la pel·lícula Ramona and Beezus.
El seu tercer àlbum, When The Sun Goes Down, fou llançat al juny de 2011, i, com als anteriors guanya un disc d'or als EUA. L'àlbum compta amb la col·laboració de Pixie Lott, Britney Spears i Katy Perry, respectivament per a les cançons We Own The Night, Whiplashi That's More Like It. Els senzills extrets són Who Says, Love You Like a Love Song i Hit The Lights, el primer i el segon foren condecorats amb discs per haver venut 2 milions de còpies legals als Estats Units. També s'extreuen dos senzills promocionals, Bang Bang i Dices (versió en espanyol de Who Says). La banda va estar promovent el seu tercer àlbum mitjançant el We Own The Night Tour, que començà a Nord-amèrica el 2011 i finalitzà el 2012 a Sud-amèrica. When The Sun Goes Down va ser un dels 200 àlbums més venuts als EUA durant el 2011.
El febrer del 2012, Selena Gomez va publicar un missatge a la xarxa social Facebook en el qual assegurava que prendrà "un descans" de la música per a dedicar-se més a l'actuació, comentant que "la meva banda i jo ens separarem un temps" i "aquest any (2012) serà un any de pel·lícules i actuació, vull que la meva banda toqui música a on vulgui i amb qui vulgui. Tornarem però, serà d'aquí un llarg temps. Estim a la meva banda i us estimo a vosaltres (als admiradors)". A més, Gomez va comentar que li emociona la seva nova etapa a la carrera sense música.
Pel que fa al seu estil musical i les seves influències, l'àlbum Kiss & Tell es compon generalment de música pop, encara que també disposa d'una àmplia varietat de gèneres com el pop-punk, dance amb influències llatines, pop rock i emo pop. Per a Bill Lamp de About.com, la cantant, encara que té un estil distinguible, en algunes cançons es deriva d'estils d'altres artistes com Kelly Clarkson per a I Won't Apologize, Avril Lavigne per Crush i Miley Cyrus per The Way I Loved You.
Després de la publicació de Kiss & Tell, Gomez va dir que el segon àlbum té un estil més madur. De fet, segons els crítics, A Year Without Rain és un "àlbum més seriós, parlant en termes musicals". Es defineix més dins el gènere del dance pop, reduint la influència del pop rock i emo pop.
Tim Sendra, de AllMusic, va comentar que When The Sun Goes Down torna a assumir l'estil mostrat al primer àlbum, que mostra una cantant més alegre i sense preocupacions. Segons Bill Lamp de About.com, Gomez "va fer una maduració gradual del món del pop de Disney per a convertir-lo en alguna cosa més atractiva per als adults fans del pop, demostrant que arribà més enllà que altres cantants de Disney com Miley Cyrus i Demi Lovato.
Selena va comentar que d'adolescent es va inspirar en el personatge Lizzie McGuire interpretat per Hillary Duff, i més endavant per Bruno Mars, Katy Perry, Cheryl Cole i en particular per Britney Spears, les primeres cançons de la qual són les seves preferides. Durant les presentacions al We Own The Night Tour, Gomez va fer un homenatge a Britney Spears, on va incloure les cançons Baby One More Time, You Drive Me Crazy, I'm A Slave 4 U, Toxic, Oops!... I Did It Again i Hold It Against Me. Selena també ha influenciat notablement a altres artistes, com és el cas de China Anne McClain i Bella Thorne, entre d'altres.

## Discografia
- "Wizards of Waverly Place": canta Selena Gomez, Meaghan Martin, i molts altres cantants que van voler participar -2007
- "Campanilla y el tesoro perdido": canta Selena Gomez i altres cantants com Demi Lovato -2009
- "Another Cinderella Story": canta Gomez amb els seus companys de repartiment -2009
- "Kiss & Tell": canta Selena Gomez, amb la banda de música "The Scene" - 2010
- "A Year Without Rain": canta Selena Gomez amb la seva banda "The Scene" -2010
- "Dance Mix USA" apareix un remix de una de les primeres cançons de Selena amb la seva banda, Naturally -2010
- "When The Sun Goes Down" l'àlbum més conegut i exitòs de la banda Selena Gomez & The Scene -2010
- "Shake It Up" canta el tema principal -2011
- "Dance Mix USA Vol.2" on Louie Devito remescla la cançó Love You Like A Love Song -2011
- "Shake It Up: Live 2 Dance" Selena interpreta la cançó principal -2012